# إرنست تسيلر
إرنست تسيلر (بالألمانية: Ernst Ziller)‏ (و. 1837 – 1923 م) هو مهندس معماري، ومؤرخ الفن، وعالم آثار، ومؤرخ معماري، وأستاذ جامعي من ألمانيا، واليونان، توفي في أثينا، عن عمر يناهز 86 عاماً.

## أعمال بارزة
من أهم أعماله:
- المسرح الوطني اليوناني.